# Atanas Atanasov (basket-ball)
Pour les articles homonymes, voir Atanas Atanasov et Atanasov.
Atanas Atanasov (en bulgare : Атанас Василев Атанасов), né le 19 novembre 1935, à Pleven, en Bulgarie, est un ancien joueur bulgare de basket-ball.

## Palmarès
- Finaliste du championnat d'Europe 1957
- 3e du championnat d'Europe 1961